# Herbert Sprotte

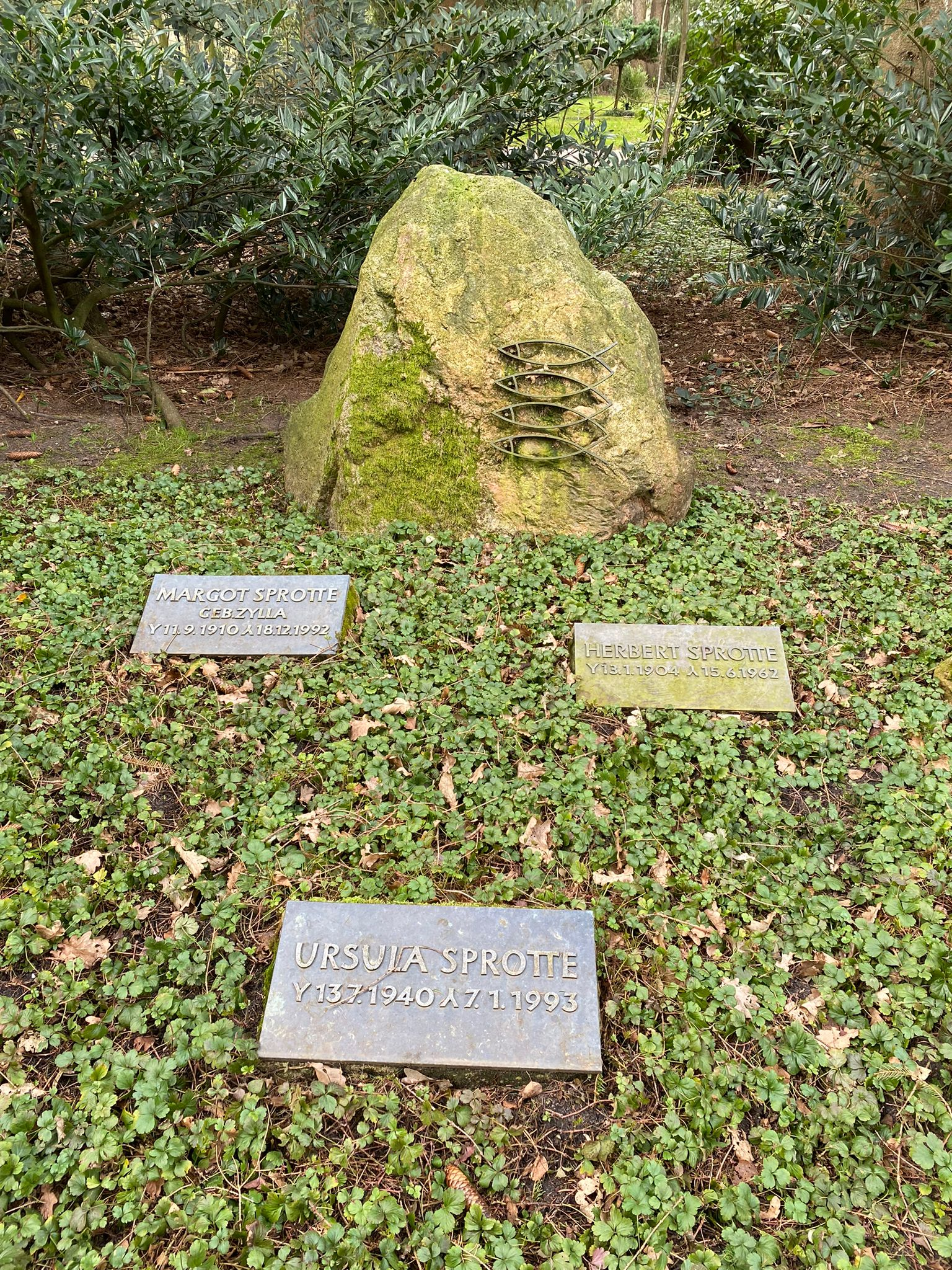
Grabstätte Herbert Sprotte auf dem Friedhof Volksdorf

Herbert Sprotte (* 31. Januar 1904 in Breslau; † 15. Juni 1962 auf Helgoland) war ein deutscher Architekt.

## Leben und Wirken
Herbert Sprotte kam in Breslau zur Welt, das während der Weimarer Republik als Schwerpunkt des Fortschritts in der Architektur galt. Nach einem Studium an der Akademie der bildenden Künste arbeitete er in verschiedenen Büros, darunter bei den Architekten Adolf Rading und Hans Scharoun und im Hochbauamt in Beuthen. 1928 zog er nach Hamburg. Im Büro von Fritz Block und Ernst Hochfeld plante er das Deutschlandhaus mit. Die Architekten entließen ihn aufgrund der schlechten Baukonjunktur 1931. Sprotte arbeitete daraufhin als selbstständiger Architekt. 1933 gehörte er zur sogenannten „Baustube“, in der 17 junge Architekten in gemeinsam genutzten Büros im Deutschlandhaus arbeiteten. Hier traf er Peter Neve, mit dem er 1935 ein Büro gründete.
Mitte der 1930er verbesserte sich die Auftragslage der Bauwirtschaft. Den Architekten Sprotte & Neve gelang es, sich zu etablieren. Sie erhielten mehrere Aufträge für Einfamilien- und Geschosshäuser, die sie streng, in Teilen traditionell, gestalteten und die dadurch rustikal wirkten. Dass sie auch Elemente des Neuen Bauens aufgriffen, zeigen ihre klar strukturierten Entwürfe.
Während des Zweiten Weltkriegs wurde Hamburg durch Luftangriffe zunehmend zerstört. Konstanty Gutschow, der das Amt für kriegswichtigen Einsatz (AKE) leitete, beauftragte neben zahlreichen anderen Architekten auch Sprotte und Neve, Wiederaufbau und Instandsetzung der kriegsbedingten Schäden zu planen. Nach Kriegsende übertrug die britische Militärregierung dem Architekturbüro die kommissarische Leitung des Aufräumungsamtes. Sprotte plante den Wiederaufbau beschädigter Bauwerke und erhielt Aufträge für Neubauten. Dazu zählten die 1949 erbauten Simplex-Häuser am Nüßlerkamp in Bramfeld. Die Architekten versuchten, mit einer betonten Leichtigkeit zu bauen und somit einen Kontrast zu den massiven Bauten zu schaffen, die während des Dritten Reichs entstanden waren. Dafür verwendeten sie schlichte Putzfassaden, große Glasfronten und Flugdächer. Mit ihren Bauten erregten sie großes Aufsehen, so mit Bauwerken auf dem Gelände der Hamburg Messe an der Jungiusstraße. Das bekannteste Werk Sprottes war die Ausstellungshalle 4, die eine vollverglaste Südfassade hatte und viel Beachtung fand.
Sprotte & Neve arbeiteten oftmals mit verspielt wirkenden Elementen. Dazu gehörten filigrane Brüstungsgeländer und organisch gestaltete Balkone, die an Nierentische erinnerten. Sie ließen sich maßgeblich von der skandinavischen Moderne inspirieren und orientierten sich an Vorbildern wie Kay Fisker und Arne Jacobsen. Kennzeichnend für ihre Entwürfe war gelber Backstein, der die Nachkriegsarchitektur Hamburgs prägte.
Herbert Sprotte starb an den Folgen eines Herzinfarkts, den er während eines Badeurlaubs auf Helgoland erlitten hatte. Peter Neve führte das Büro gemeinsam mit anderen Architekten fort; seit 2017 firmiert es unter Tchoban Voss.

## Bauten
- 1934: Wohnhausgruppe in Hamburg-Marienthal[1] ⊙
- 1936: Werkswohnungen der Firma Olex in Hamburg-Wandsbek, Osterkamp 7–13[2]
- 1937: Landhaus in Aumühle[2]
- 1938: Vierfamilienhaus Schrader in Hamburg-Wandsbek[2]
- vor 1940: Miethäuser in Hamburg[2]⊙
- 1939: Großwohnhaus in Hamburg-Schlump[2] ⊙
- 1940–1941: Arbeiterheimstätten Wuldorferweg 50–66 in Ahrensburg
- 1951: Wiederaufbau Mehrfamilienhaus in Hamburg-Winterhude[1] ⊙
- 1950–1951: Nordwestdruck, Saseler Damm 43 in Hamburg-Sasel[1]
- 1950–1951: Ölraffinerie Giebel, Hovestr. 43–47 in Hamburg-Veddel[1]
- 1950–1951: ZOB, Adenauerallee in Hamburg-St. Georg (abgerissen)[1]
- 1951: Wohnblock Alsterkrugchaussee 268–276 in Hamburg-Fuhlsbüttel[1]
- 1953: Ausstellungshalle 4 der Hamburger Messe[1]
- 1953: Reihenhäuser in Hamburg-Bramfeld[1] ⊙
- 1953–1954: Filiale der Hamburger Sparkasse in Hamburg-Eimsbüttel[1] ⊙
- 1954–1957: Hochparkhaus Neuer Wall / Bleichenbrücke in Hamburg-Neustadt (mit Grossner & Prof. Stich)[1]